# Eva De Bleeker
Eva De Bleeker (Sint-Niklaas, 2 augustus 1974) is een Belgisch politica voor Open Vld.

## Biografie
Eva De Bleeker volgde Latijn-Griekse humaniora aan het Vita-et-Pax-college in Schoten. Vervolgens behaalde ze in 1999 het diploma van handelsingenieur aan de Solvay Management School van de Vrije Universiteit Brussel en behaalde ze in 2000 een master in International Political Economy aan de universiteit van Warwick.
Na haar studies ging ze van 2001 tot 2003 als economisch onderzoeker aan de slag bij het consultingbedrijf LMC International in Oxford. Tezelfdertijd was ze als doctoraal onderzoekster aan maatschappelijk verantwoord ondernemen verbonden aan de Warwick Business School van de Universiteit van Warwick. Nadien werkte ze van 2003 tot 2005 als assistent algemene economie aan de Vrije Universiteit Brussel en van 2005 tot 2009 als beleidsmedewerkster bij de Beroepsfederatie van de voeding- en drankindustrie, waar ze de concurrentiepositie van de Europese industrie opvolgde. In 2007 slaagde ze voor een examen Economie en Statistiek voor de Europese instellingen, om daarna in 2009 een job te vinden als econoom bij het Directoraat-Generaal voor Handel van de Europese Commissie. Van 2014 tot 2018 werkte ze als international relations officer bij de Europese Commissie voor het Directoraat-Generaal voor Energie, waar ze verantwoordelijk was voor aan energie gerelateerde handelsdossiers en de relaties met China en Zuidoost-Azië. Van 2018 tot 2020 werkte ze bij het Directoraat-Generaal voor Maritieme Aangelegenheden en Visserij als beleidsadviseur voor handel en douane. Op voordracht van de Vlaamse Regering zetelde ze van 2015 tot 2021 tevens in de raad van bestuur van het Vlaams-Europees Verbindingsagentschap.
In oktober 2006 werd Eva De Bleeker vanop de 11de plaats verkozen tot gemeenteraadslid in het Vlaams-Brabantse Hoeilaart en van 2013 tot 2020 was ze er schepen met de portefeuille sport, wonen, energie, kinderwelzijn en onderwijs. Van 2016 tot 2020 was ze eveneens voorzitter van Open Vld Vrouwen Nationaal en ze werd als niet-mandataris verkozen in het nationale partijbestuur van Open Vld. Bij de Belgische federale verkiezingen van 13 juni 2010 kwam De Bleeker voor het eerst nationaal op voor de senaat, ze stond op de 19de plaats. Bij de Europese Parlementsverkiezingen van 25 mei 2014 stond ze op de 4de plaats van de Europese Open Vld-lijst. Bij de Europese Parlementsverkiezingen van 19 mei 2019 stond ze op de 1ste opvolgersplaats van de Europese Open Vld-lijst.
Op 1 oktober 2020 werd ze benoemd tot staatssecretaris bevoegd voor Begroting en Consumentenbescherming in de regering-De Croo I.
Op 17 december 2020 plaatste ze de prijzen van de verschillende corona-vaccins op Twitter, ondanks dat de Belgische regering en de EU hierbij gehouden waren aan geheimhoudingsclausules. Hierdoor kreeg ze zowel kritiek van de Belgische oppositiepartijen en verzwakte ze volgens experts de onderhandelingspositie van de Europese Commissie in toekomstige onderhandelingen bij de aankoop van nieuwe versies van het COVID-19-vaccin.

## Na ontslag als staatssecretaris
Op 18 november 2022 nam ze ontslag als staatssecretaris uit de Vivaldi-regering nadat er verschillende fouten waren begaan in verband met de begroting. Zo werd tegen afspraken binnen de regering in een permanente btw-verlaging op gas en elektriciteit in de begroting opgenomen en bleken er, na aanpassing van de begrotingsdocumenten, verschillende bizarre rekenfouten in de nieuwe documenten te staan. De Bleeker kon hierdoor niet meer functioneren als staatssecretaris en werd opgevolgd door Alexia Bertrand, tot dan lid van de MR. Na het einde van haar mandaat als staatssecretaris ging ze van maart 2023 tot juli 2024 als international officer opnieuw aan de slag voor het Directoraat-Generaal voor Maritieme Aangelegenheden en Visserij van de Europese Commissie.
Na het overlijden van Marc Vanderlinden eind 2023 werd De Bleeker in februari 2024 opnieuw schepen van Hoeilaart. Ze kreeg de bevoegdheden seniorenbeleid, gebouwenbeheer, begraafplaatsen, integratie en Vlaams karakter. Na de gemeenteraadsverkiezingen van oktober 2024 nam De Bleeker geen uitvoerend mandaat meer op en bleef ze enkel gemeenteraadslid.
Bij de Vlaamse verkiezingen van juni 2024 bekleedde ze de derde plaats op de Vlaams-Brabantse kieslijst van haar partij, nadat ze naast de functies van Europees lijsttrekker voor Open Vld en federaal lijsttrekker in Vlaams-Brabant had gegrepen. Ze werd vanop die strijdplaats verkozen in het Vlaams Parlement, ondanks een grote achteruitgang van haar partij.
In juli 2024 stelde De Bleeker zich kandidaat om partijvoorzitter van Open Vld te worden. Bij de eerste ronde van de voorzittersverkiezingen, waarvan de resultaten op 17 augustus 2024 werden bekendgemaakt, behaalde De Bleeker met 26,3 procent van de stemmen de meeste stemmen en was ze geplaatst voor de tweede ronde, waarbij ze het opnam tegen Vincent Verbeecke. Op 24 augustus won De Bleeker deze tweede ronde met 56 procent en werd ze partijvoorzitter van Open Vld.
In 2024 nam ze deel aan De Slimste Mens ter Wereld en versloeg ze, bij haar eerste deelname en na de afvallersfinale, Aster Nzeyimana.